# ژان دوی
ژان دوی (فرانسوی: Jean Davy‎; ۱۵ اکتبر ۱۹۱۱ – ۵ فوریهٔ ۲۰۰۱) هنرپیشه اهل فرانسه بود.
از فیلم‌هایی که وی در آن نقش داشته‌است، می‌توان به کریستین، در ستایش عشق، آخرین داوری و مأموریت ویژه اشاره کرد.